# デッドホース空港
デッドホース空港（英：Deadhorse Airport）は、アメリカ合衆国アラスカ州デッドホースにある空港。一般的には近隣にある町の名前からプルードベイ空港（英：Prudhoe Airport）と呼ばれる。

## 概要
2008年8月までの12カ月間、当空港の離着陸数は19,710回で、一日平均は54回だった。
内訳は54％がゼネラル・アビエーション、28％がエアタクシー、18％が定期便、1％が軍用機だった。

## 歴史
1970年4月に開港した。開港から一度も管制塔があったことが無い。
かつてウィーンエア・アラスカが、当空港発フェアバンクス、アンカレジ、シアトル、オークランド、経由フェニックス行き定期便が運航されていた。
また、マーク航空により当空港発フェアバンクス、アンカレジ、ポートランド、ステープルトン、ウィチタ、タルサ、経由の定期便がボーイング737‐200で運航されていた。

## 就航路線

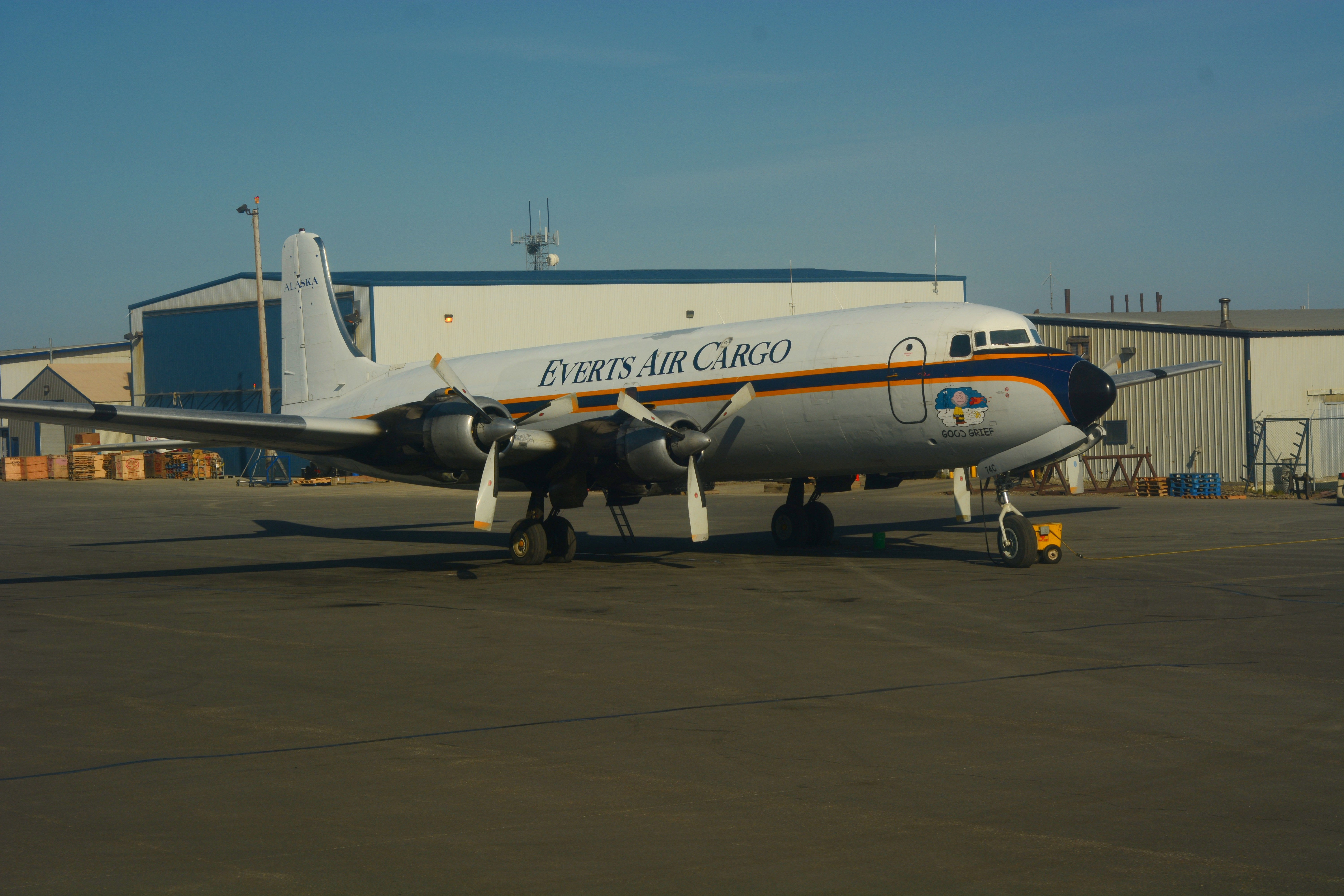
駐機中のＤＣ‐6

| 航空会社             | 就航都市                                       |
| -------------------- | ---------------------------------------------- |
| アラスカ航空         | アンカレッジ、フェアバンクス、ウトキアグヴィク |
| レイバンアラスカ航空 | アンカレッジ                                   |

## 交通アクセス
空港にはダルトンハイウェイが通じている